# 九卿 (星官)
九卿是中国古代星官名，属三垣之中的太微垣。九卿是中国秦汉时期的主要官职，通常也以此来表示整个朝廷，这里是指天庭的九位高官。九卿星官由三颗星组成，在现在通用的88星座中属于室女座。

## 九卿三星
- 九卿一，室女座ρ，视星等4.88
- 九卿二，室女座32，视星等5.24
- 九卿三

## 九卿增九星
清钦天监1752年编成《仪象考成》星表，九卿增加了9颗肉眼可见的星。

## 古書記載
- 《晉書‧天文志》：「三公北三星曰九卿，內座治萬事。」